# Haux, Pyrénées-Atlantiques
Haux (baskiska: Hauze) är en kommun i departementet Pyrénées-Atlantiques i regionen Nouvelle-Aquitaine i sydvästra Frankrike. Kommunen ligger i kantonen Tardets-Sorholus som tillhör arrondissementet Oloron-Sainte-Marie. År 2022 hade Haux 85 invånare.

## Befolkningsutveckling
Antalet invånare i kommunen Haux
| Referens: INSEE |